# Mezia beckii
Mezia beckii är en tvåhjärtbladig växtart som beskrevs av W.R. Anderson. Mezia beckii ingår i släktet Mezia och familjen Malpighiaceae. Inga underarter finns listade i Catalogue of Life.